# Harsh Nayyar
Harsh Nayyar (geboren in Neu-Delhi) ist ein Theater- und Filmschauspieler indischer Abstammung.

## Theater
Schon als Student stand Harsh Nayyar im April 1973 in der Titelrolle Dracula einer Produktion des Thompson Theaters in Raleigh, North Carolina auf der Bühne.
Nayyar war weiter an verschiedenen Theaterproduktionen beteiligt. Er war z. B. am 28. März 1979 Originalbesetzung bei A Meeting by the River von Christopher Isherwood and Don Bachardy am Broadway, im Palace Theatre (New York City) als Fotograf.
Off-Broadway spielte Nayyar ab dem 27. Februar 2018 in dem Stück An Ordinary Muslim von Hammaad Chaudry beim New York Theater Workshop den Vertreter der örtlichen muslimischen Gemeinde.
2002 spielte Nayyar am Berkeley Repertory Theatre „beredt traurig“
einen Esperanto-Dichter, der die Hauptfigur Priscilla in Tony Kushner's Drama Journey of a Lifetime durch Kabul führt.
2004 porträtierte er „mit spürbarem Ärger und Sorge“
Mr. Begg in dem Stück Guantanamo: Honor Bound to Defend Freedom von Victoria Brittain und Gillian Slovo, beim Culture Project (New York City), im Studio Theatre (Washington DC) and im Brava Theater (San Francisco CA). Richard Connema vermerkte hier „eine berührende Darstellung“ der „ergreifenden Geschichte“ des Mr. Begg.

## Filme
Nayyar wurde gemäß Allmovie durch seine Rolle in Gandhi (1982) bekannt, als er den Attentäter von Mahatma Gandhi, Nathuram Godse, spielte. Es folgten Rollen in den Komödien Monty, der Millionenerbe (1983) und Susan... verzweifelt gesucht (1985). In der Episode The Unhappy Medium der zweiten Staffel von Tales from the Darkside (1986/87) spielte Nayyar eine Hauptrolle: Edmund Alcott, einen Vampir.
In Men in Black spielte er den Zeitungsverkäufer, der neben „Frank der Mops“ am Tresen steht.
Nayyar hat unter anderem in Filmen wie Hidalgo (2004), Projekt: Peacemaker (1997) und in Komödien wie Making Mr. Right – Ein Mann à la Carte (1987) mitgewirkt.
Nayyar spielte in frühen Folgen (S1.E1, S1.E7, 2019) der amerikanischen Comedy-TV-Serie The Other Two sowie im Jahr 2023 (S3E09). In der indischen Serie Cyber Vaar – Har Screen Crime Scene (2022) der Streaming-Plattform Voot spielte er in der ersten Folge mit.
IMDb zeigt ihn im Cast von 60 Filmen. Allein von 1994 bis 2000 spielte er in 25 Filmen mit.

## Filmografie (Auswahl)
(Quelle: Die Online-Filmdatenbank)
- 1982: Gandhi
- 1987: Making Mr. Right – Ein Mann à la Carte (Making Mr. Right)
- 1996: Rendezvous mit einem Engel (The Preacher’s Wife)
- 1996: Der Club der Teufelinnen (The First Wives Club)
- 1997: Im Auftrag des Teufels (The Devil’s Advocate)
- 1997: Men in Black
- 1997: Projekt: Peacemaker (The Peacemaker)
- 2000: 28 Tage (28 Days)
- 2007: The Fifth Patient
- 2025: Captain America: Brave New World

## Trivia
- Nach seinen eigenen Angaben wurde Nayyar 1959 in Indien dem amerikanischen Präsidenten Dwight D. Eisenhower sowie Dr. Martin Luther King vorgestellt.[14]